# ستژژویتسه (استان لوبلین)
ستژژویتسه (به لهستانی:  Strzyżewice) یک روستا در لهستان است که در گمینا ستژژویتسه واقع شده‌است.